# Burg Desenberg
Die Burg Desenberg ist die Ruine einer Höhenburg auf dem 343,6 m ü. NHN hohen Desenberg, der sich in der Warburger Börde unweit von Daseburg, einem Ortsteil der Stadt Warburg, im nordrhein-westfälischen Kreis Höxter in Deutschland erhebt.

## Geschichte

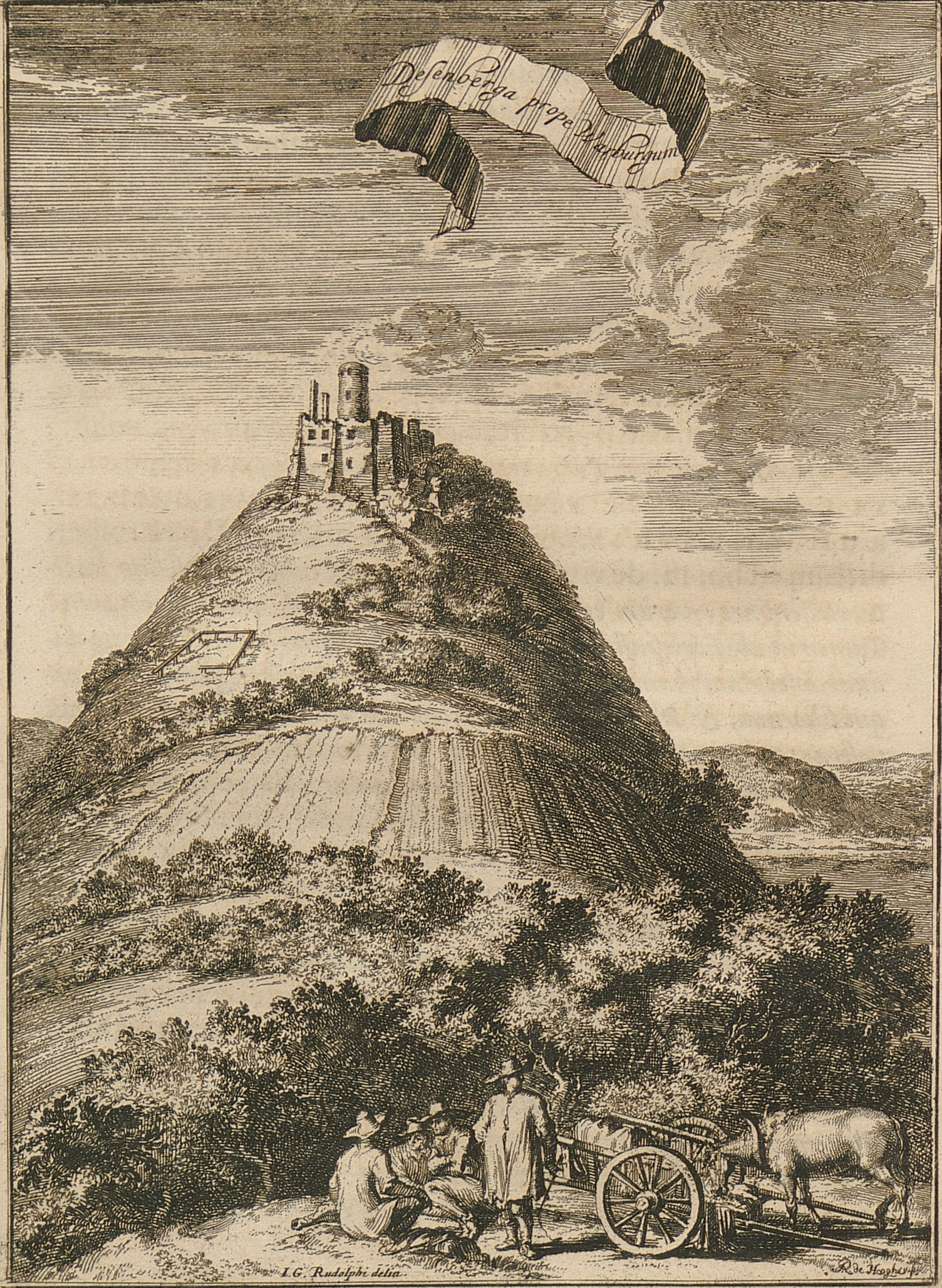
Der Desenberg, Stich von Romeyn de Hooghe nach einer Vorlage von J. G. Rudolphi (1672)

Eine Befestigung soll auf dem Desenberg schon 766 existiert haben.
Die Burg wurde möglicherweise von den Grafen von Northeim im 11. Jahrhundert auf deren Eigengut gegründet. Durch Erbschaft gelangte sie dann an Heinrich den Löwen, der sie an seinen Gefolgsmann Widukind von Schwalenberg weitergab. Als Widukind sich bei einem Fürstenaufstand gegen den Sachsenherzog stellte, ließ Heinrich dort 1168 seinen Vasallen belagern. Dabei sollen Bergleute aus Goslar einen Stollen gegraben haben, um Widukind von der Wasserversorgung abzuschneiden. Nach der Reichsacht über Heinrich den Löwen 1180 belagerte der Erzbischof von Köln, Philipp I. von Heinsberg, im Jahr 1181 die Burg und nahm sie ein. Anschließend war sie vorübergehend im Besitz der Stauferkönige Friedrich I. und Heinrich VI., gelangte aber um 1200 an die Welfen zurück. Dagegen stellten sich der Corveyer Abt Witukind von Spiegel und der Paderborner Bischof Bernhard III. Sie vereinbarten, die Burg zu erobern und vollständig zu zerstören, ein Vorhaben, das nach Ausweis einer Urkunde von 1206 kurz vorher zumindest teilweise ausgeführt worden sein muss. Der Wiederaufbau muss aber schon kurz darauf erfolgt sein, denn 1217 ist mit Alexander von Desenberg ein kurkölnischer Ministeriale auf der Burg belegt.
Die Burg blieb unter der Herrschaft des Erzbistums Köln und war spätestens 1256 an die Familie von Spiegel verlehnt, deren Herrschaftsmittelpunkt sie bildete. Der Sage nach sollte ein tapferer Sachse einen auf dem Berg lebenden Drachen durch das Spiegelbild in seinem Schild erschrecken und töten können, was dem „Spiegelritter“ gelang. Das Wappen derer von Spiegel, die den Berg und die Burgruine bis heute besitzen, zeigt drei Spiegel. Weil sich das Geschlecht einen Namen als Raubritter machte, wurde die Burg 1380 durch den Landgraf von Hessen-Kassel zerstört.
Während der Hessen-Paderbornischen Fehde (1464–1471) belagerte Landgraf Ludwig II. von Niederhessen die Burg 1464, allerdings ohne Erfolg. Als die Herren Spiegel zum Desenberg im Verlauf der Fehde die Seite wechselten, sah sich Bischof Simon III. von Paderborn gezwungen, die Burg 1470 zu erstürmen und weitgehend zu zerstören. Danach mussten die Spiegel zum Desenberg die Burg endgültig vom Hochstift Paderborn zu Lehen nehmen.
Mitte des 16. Jahrhunderts verließen die Spiegel den Desenberg und bezogen Rittersitze in der Nähe, namentlich in Bühne, Rothenburg, Klingenburg, Übelgönne und Dalheim. Die Burg verfiel, auch wenn im letzten Burgfrieden von 1581 den Herren Spiegel zum Desenberg vom Bischof zur Auflage gemacht wurde, die Gebäude auf dem oberen Burgplatz nicht gänzlich dem Ruin zu überlassen, den Turm wieder mit einem Dach zu versehen und einen Pförtner auf der Anlage wohnen zu lassen.

## Anlage

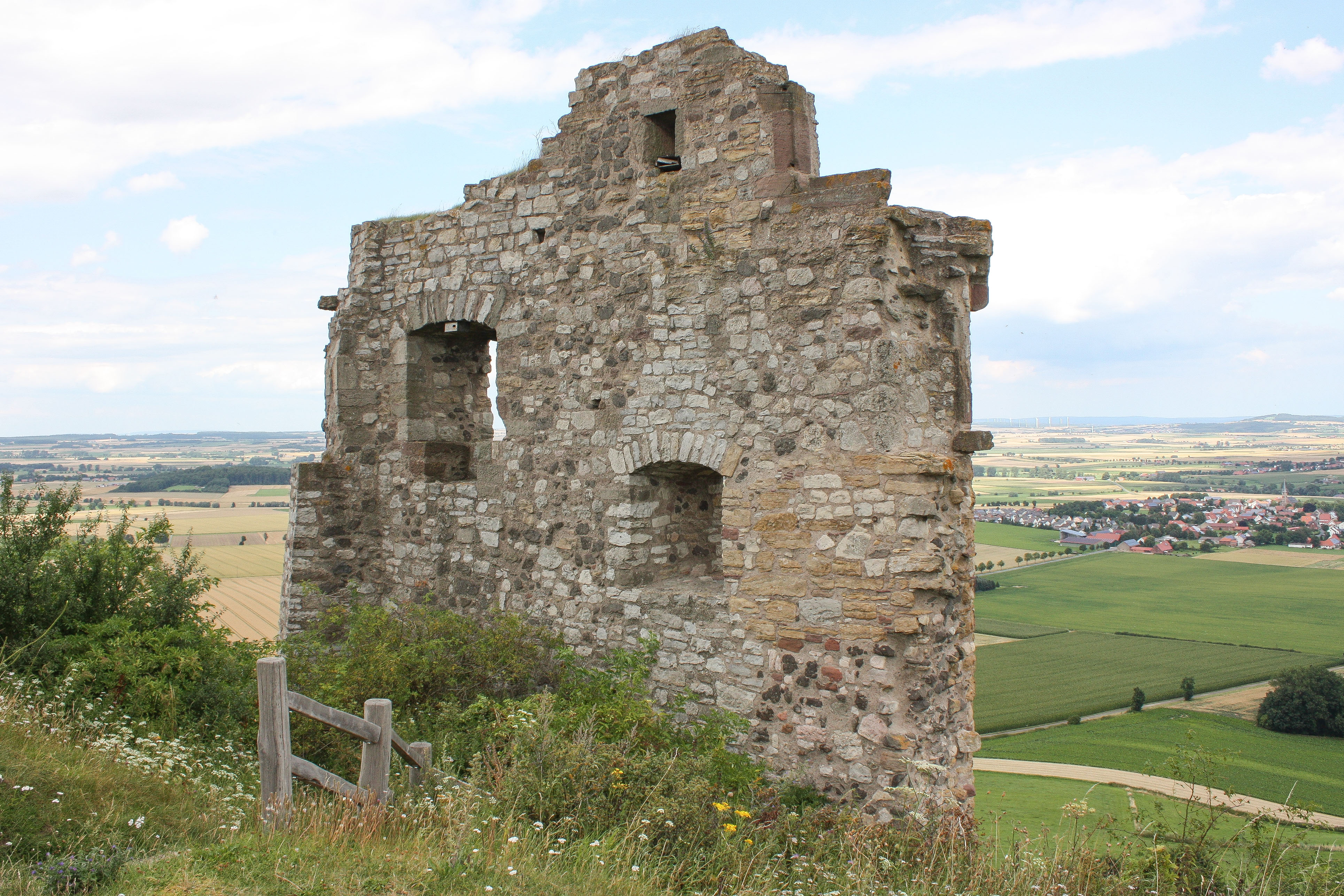
Ruine eines Burggebäudes

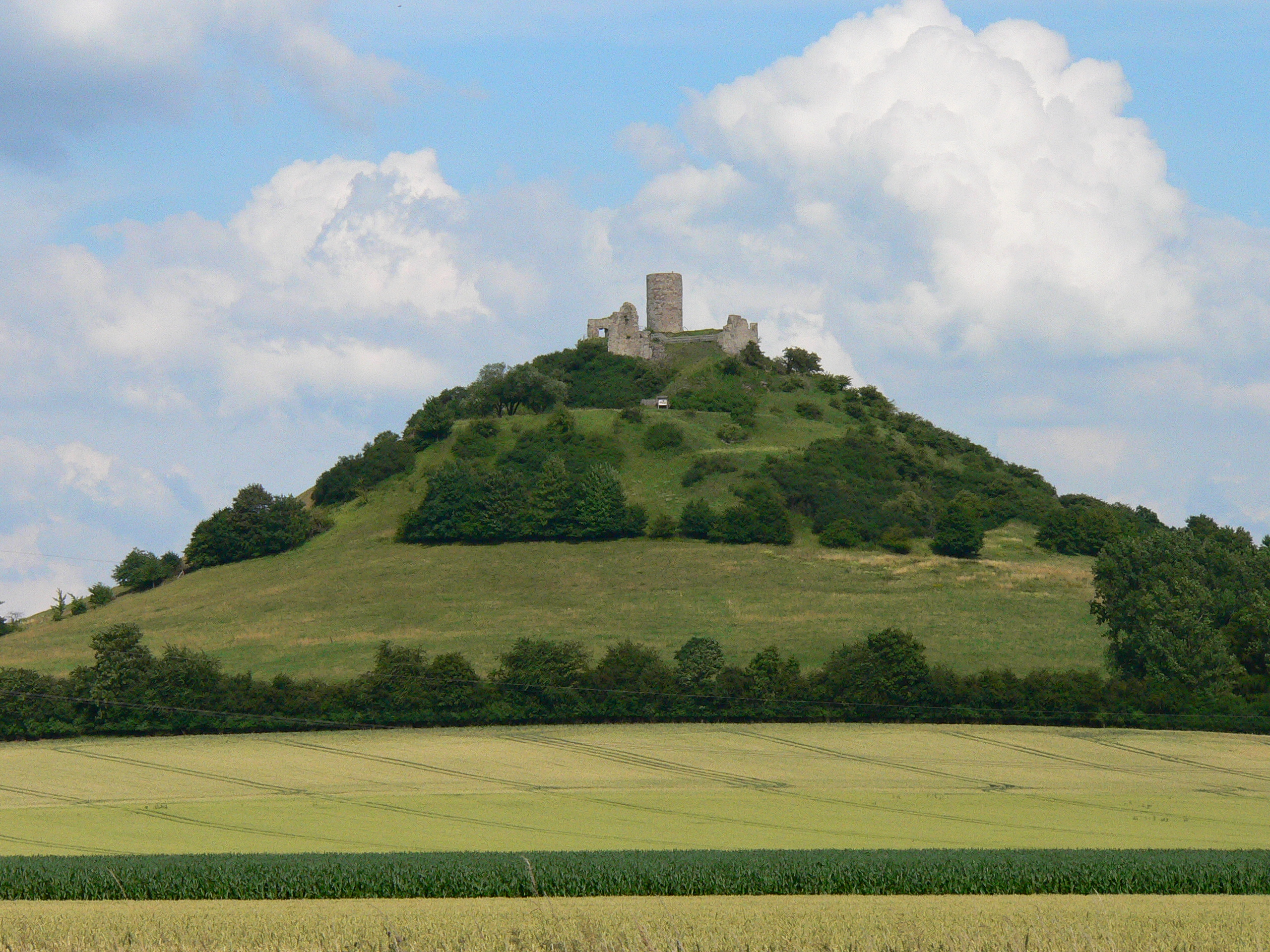
Burg Desenberg

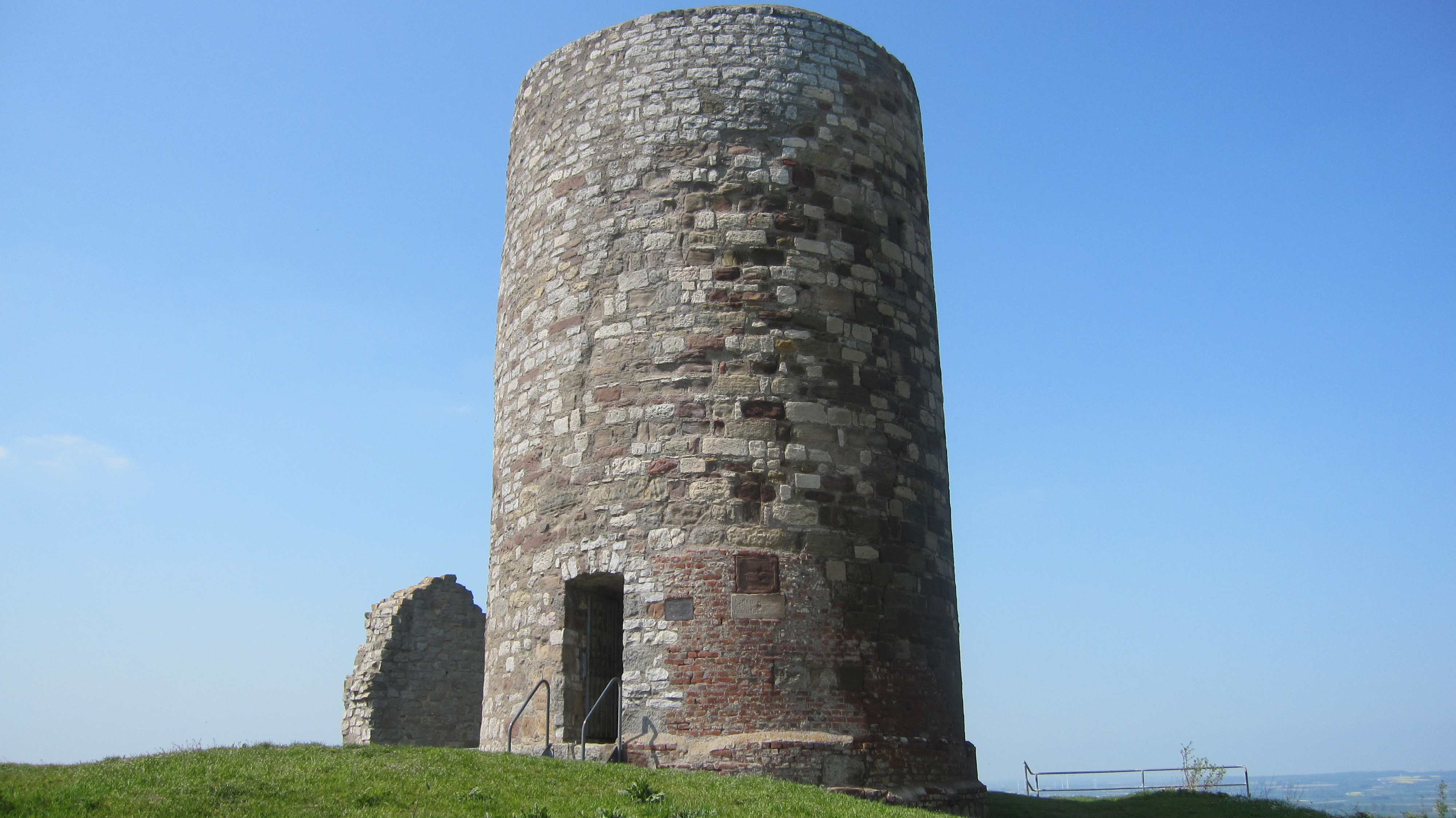
Der Bergfried der Burg Desenberg

Die Burg sitzt in einer Höhe von 343,6 m ü. NHN auf einem Vulkankegel aus dem Tertiär mit weiter Sicht über die Warburger Börde. Die etwa 1050 Quadratmeter große Hauptburg war von einer 1,45 m starken Ringmauer umgeben, deren heute nicht mehr vorhandener Eingang im Osten gelegen haben muss. Verstärkt war sie durch Stützpfeiler und zwei halbrunden Flankierungstürmen. Leicht aus dem Zentrum nach Westen verrückt steht der heute noch 12 m hohe Bergfried mit einem Durchmesser von 6,7 m und einer Mauerstärke von 1,3 m; sein heutiger Eingang ist neuzeitlich. Der Turm kann seit 1991 über eine Metallwendeltreppe bestiegen werden und bietet von seiner Aussichtsplattform einen hervorragenden Ausblick. An die Ringmauer angelehnt standen drei mehrstöckige Gebäude, von denen heute noch Fundamentreste und ein tonnengewölbter Keller zu sehen sind. Nach den Funden muss es weitere Gebäude aus Fachwerk gegeben haben.
Der Zuweg zur Burg verlief auf einer langsam ansteigenden Trasse, die zunächst auf dem Vorburgplateau endete. Dort beginnt ein Wall, der die Burg zu vier Fünfteln umrundet und an einer Sperrmauer endet. Im Süden liegt zwischen diesem und der Hauptburg ein weiterer, älterer Wall. Die Vorburg war von einer Umfassungsmauer umgeben, deren Südseite den Hang hoch zur Hauptburg verlängert war. In der Vorburg wurde ein 18 × 10 m großes Wirtschaftsgebäude mit einem viereckigen Turm an seiner Nordostseite ergraben. Beide waren auf Schuttschichten des 12./13. Jahrhunderts gegründet und gingen wiederum im 14./15. Jahrhundert durch Feuer zugrunde.